# ماركوس هابي
ماركوس هابي (بالألمانية: Markus Happe)‏ (11 فبراير 1972 بمونستر في ألمانيا - ) هو لاعب كرة قدم ألماني في مركز الدفاع. شارك مع منتخب ألمانيا تحت 21 سنة لكرة القدم. أما مع النوادي، فقد لعب مع باير 04 ليفركوزن وشالكه 04 وكيكرز أوفنباخ ونادي كولن وBayer 04 Leverkusen II ‏ ونادي بروسيا مونستر.

## وصلات خارجية
- ماركوس هابي على موقع قاعدة بيانات كرة القدم.إي يو (الإنجليزية)
- ماركوس هابي على موقع بيانات كرة القدم. دي إي (الألمانية)
- ماركوس هابي على موقع Soccerway.com (الإنجليزية)
- ماركوس هابي على موقع عالم كرة القدم.نت (الإنجليزية)